# فردایی روشن‌تر
فردایی روشن‌تر (ایتالیایی: Il sol dell'avvenire) یک فیلم کمدی-درام ایتالیایی محصول ۲۰۲۳ به نویسندگی و کارگردانی نانی مورتی است. این فیلم محصولی مشترک از ایتالیا و فرانسه است.
فردایی روشن‌تر در تاریخ ۲۰ آوریل ۲۰۲۳ در ایتالیا اکران شد. این فیلم برای رقابت نخل طلای جشنواره فیلم کن ۲۰۲۳ انتخاب شد، که در ۲۴ مه ۲۰۲۳ آنجا نمایش داده شد.

## طرح داستان
در سال ۱۹۵۶، یک کارگردان به نام جیووانی و یک تهیه‌کننده به نام پائولا، در حال تولید و فیلمبرداری فیلمی بر اساس اقتباسی از داستان کوتاه شناگر اثر جان چیور هستند؛ جیووانی در طول تولید آهنگ‌های ایتالیایی زیادی را برای فیلم تصور می‌کند.

## بازیگران
- نانی مورتی در نقش جیووانی
- مارگریتا بوی در نقش پائولا
- سیلویو اورلاندو در نقش انیو
- ماتیو آمالریک در نقش پیر
- باربورا بوبولوا در نقش ورا
- زولت انگر
- یرژی اشتور
- تکو سلی
- والنتینا رومانی
- آریانا پوتزولی
- النا لیتی
- فلاویو فورنو
- فرانچسکا براندی
- میشل ابورنیا
- لائورا ناردی
- جوزپه اسکودیتی
- آریانا سرائو
- بلو یوشیمی
- سان هی یو

## تولید
فردایی روشن‌تر توسط نانی مورتی با همراهی فرانچسکا مارچانو، فدریکا پونترمولی و ولیا سانتلا نوشته شده‌است. این فیلم توسط مورتی از طریق ساچر فیلم و توسط دومنیکو پروکاچی از طریق فانداگو، با همکاری رای سینما و شرکت فرانسوی له پکت ساخته شد. این فیلم با همکاری فرانسه ۳ و با مشارکت کانال+، سینه+ و تلویزیون فرانسه تولید شد. مورتی این فیلم را «پیچیده و پرهزینه» نامید.
فیلمبرداری در ۸ مارس ۲۰۲۲ آغاز شد. و تصویربرداری اصلی در چینه‌چیتا و همچنین در خیابان‌های رم انجام پذیرفت. در ماه مه ۲۰۲۲، صحنه‌هایی در خیابان انجمن‌های امپراتوری در رم با یک راهپیمایی استادانه شامل گروه موسیقی، افراد اضافی، اسب‌ها و فیل‌ها ضبط شدند. استفاده مورتی از حیوانات در صحنه فیلمبرداری توسط گروه‌های حقوق حیوانات از جمله لیگ ضد زنده‌شکافی (LAV) مورد انتقاد قرار گرفت. فیلمبرداری در ۲۱ ژوئن ۲۰۲۲ به پایان رسید.

## انتشار
فردایی روشن‌تر برای رقابت نخل طلای جشنواره فیلم کن ۲۰۲۳ انتخاب شده‌است، جایی که در ۲۴ مه ۲۰۲۳ نمایش داده خواهد شد این فیلم در سینماهای ایتالیا توسط دستریبیوشن ۰۱ در ۲۰ آوریل ۲۰۲۳ اکران شد، که اینکار پیش از نمایش آن در کن صورت پذیرفت، که اگرچه امتیازی نادر محسوب می‌شود، اما طبق مقررات جشنواره مجاز است. این فیلم توسط له پکت در ۲۸ ژوئن ۲۰۲۳ در فرانسه اکران شد. فروش بین‌المللی توسط کینولوژی انجام می‌شود.